# Haliplus ornatipennis
Haliplus ornatipennis is een keversoort uit de familie watertreders (Haliplidae). De wetenschappelijke naam van de soort is voor het eerst geldig gepubliceerd in 1921 door Zimmermann.